# Lofotenodden
Lofotodden er den sydvestligste ende af Moskenesøya i Lofoten i Nordland. Området er den sydvestlige ende af den del af Lofoten som ligger på de største øøer (men Lofot-kommunene Værøy og Røst ligger endnu længere ude). Mellem Lofotodden og den ubeboede ø Mosken i Værøy ligger Moskstraumen, en af de kraftigste tidevandsstrømme i verden.
På vestsiden af Lofotodden udgør Nordholmen og Sørholmen samt nogle mindre småholme og skær Lofotodden naturreservat, som er etableret for at bevare et vigtig yngleområde for havfugl. Moskenes kommune har foreslået og udreder oprettelse af en nationalpark på Moskenesøya, Lofotodden nasjonalpark. Den er ment at omfatte hele "ydersiden" af øen, samt den indre del (mod Vestfjorden) fra Lofotodden og ind mod Å.